# Poochara cumatilis
Poochara cumatilis är en insektsart som först beskrevs av William Lucas Distant 1908.  Poochara cumatilis ingår i släktet Poochara och familjen dvärgstritar. Inga underarter finns listade i Catalogue of Life.